# Melaloncha kungae
Melaloncha kungae är en tvåvingeart som beskrevs av Brown 2005. Melaloncha kungae ingår i släktet Melaloncha och familjen puckelflugor.
Artens utbredningsområde är Ecuador. Inga underarter finns listade i Catalogue of Life.